# بطريركية القسطنطينية للأرمن الأرثوذكس

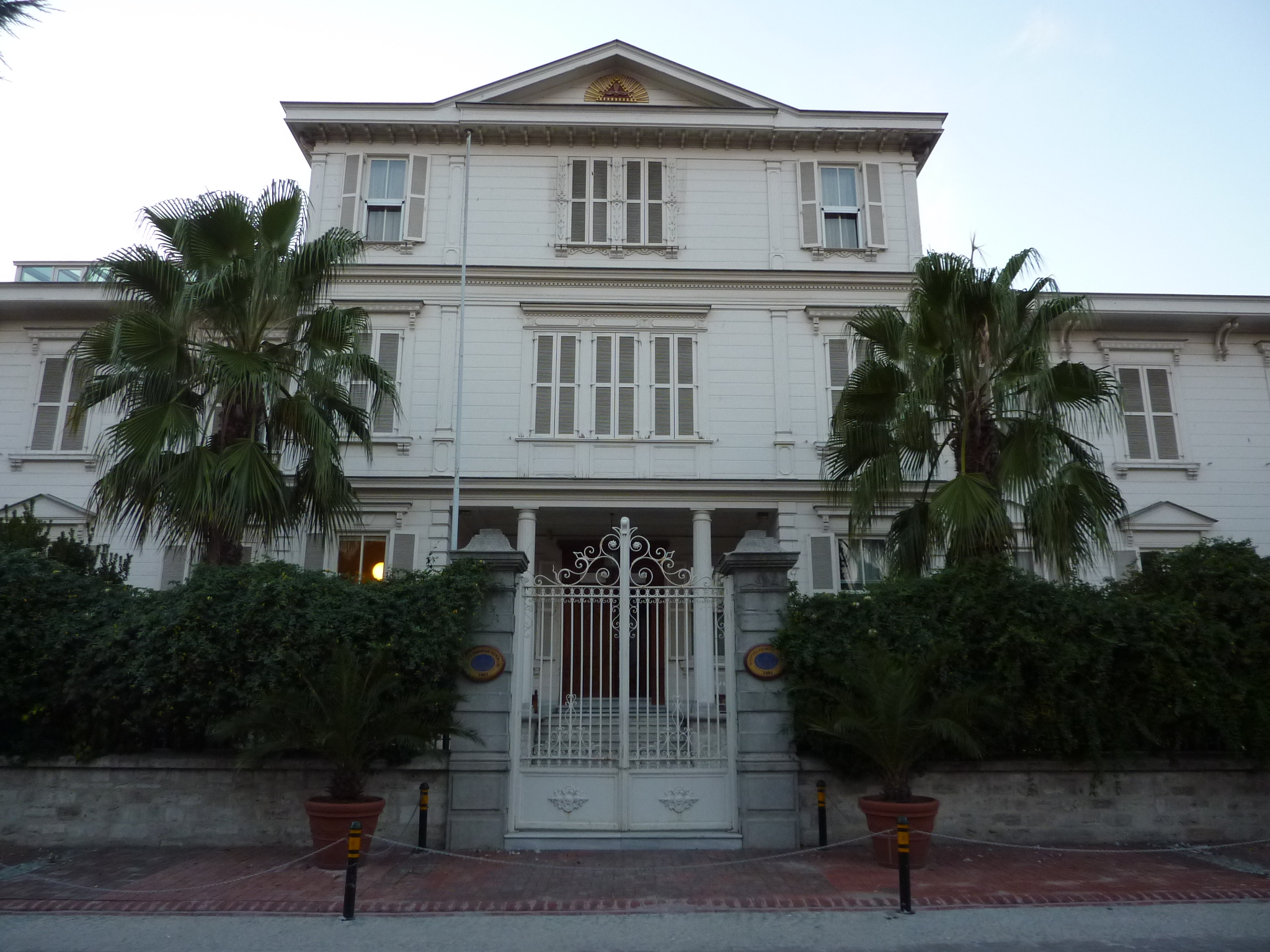
مقر البطريركية الأرمنية في القسطنطينية.

البطريركية الأرمنية في القسطنطينية (بالأرمنية: Պատրիարքութիւն Հայոց Կոստանդնուպոլսոյ؛ بالتركيّة: İstanbul Ermeni Patrikhanesi) هي بطريركية ذات حكم ذاتي وإستقلالية تتبع الكنيسة الرسولية الأرمنيّة وكاثوليكوس كل الأرمن، الرئيس الأعلى للكنيسة الأرمنية الرسولية. مقر البطريركية الأرمنية في القسطنطينية هو كنيسة كنيسة البطريركي في حي بوابة الرمال في مدينة إسطنبول. البطريرك الحالي هو ساهاك الثاني مشاليان منذ عام 2019. البطريرك السابق له هو مسروب الثاني، والذي ترأس البطريركية منذ عام 1998.
تاريخيًا كان الأرمن في إسطنبول واحدة من أكبر الأقليات الدينية في مدينة إسطنبول. وغالبًا ما يشار إلى المدينة من قبل الأرمن باسم بولس (بالأرمنية:Պոլիս) من قبل وهي كلمة مشتقة من الاسم التاريخي للمدينة وهي القسطنطينية. تشير معظم الإحصائيات إلى أنّ عدد الأرمن في المدينة تتراوح بين 50,000 إلى 60,000 و70,000 نسمة.
خلال القرن التاسع عشر تحسنت أوضاع الملّة الأرمنيّة الأرثوذكسيّة لتُصبح أكثر طوائف الدولة العثمانية تنظيمًا وثراءً وتعليمًا، وعاشت النخبة من الأرمن في عاصمة الإمبراطورية العثمانية حيث تميزوا بالغناء الفاحش وعلى وجه الخصوص العائلات الكبيرة المعروفة آنذاك كعائلة دوزيان وباليان ودادايان حيث كان لهم نفوذ اقتصادي كبير في الدولة.
تعتبر الكنيسة الرسولية الأرمنية بطريركية القسطنطينية المركز الروحي والحضاري والثقافي للأرمن الأتراك. وتملك البطريركية في إسطنبول 18 مدرسة يدرس فيها 3,000 طالب أرمني و34 كنيسة ومستشفيان (مستشفى المخلص الأرمني ومستشفى سورب آغوب) وجريدتين في اللغة الأرمنية والتركية.